# Skarjînți, Hmelnîțkîi
Skarjînți (în ucraineană Скаржинці) este un sat în comuna Lisovi Hrînivți din raionul Hmelnîțkîi, regiunea Hmelnîțkîi, Ucraina.

## Demografie
Componența lingvistică a localității Skarjînți
     Ucraineană (97,75%)
     Rusă (2,25%)
Conform recensământului din 2001, majoritatea populației localității Skarjînți era vorbitoare de ucraineană (97,75%), existând în minoritate și vorbitori de rusă (2,25%).